# Instituto Estadual de Hematologia Arthur de Siqueira Cavalcanti

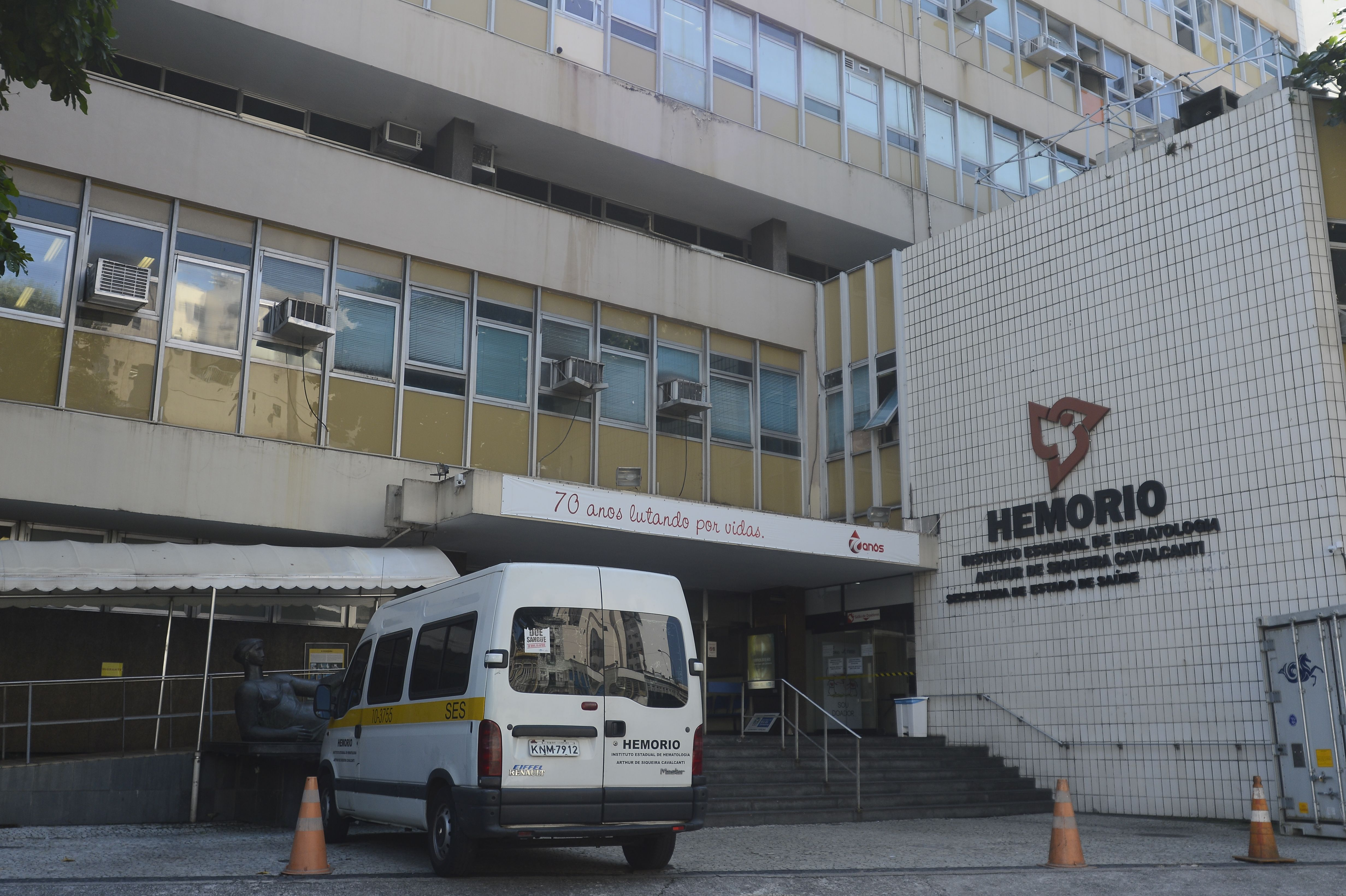
Hemorio em 2016

O Instituto Estadual de Hematologia Arthur de Siqueira Cavalcanti (HEMORIO) é uma unidade de saúde do estado do Rio de Janeiro, no Brasil.

## História
Foi fundado no contexto da Segunda Guerra Mundial, em 1944 no bairro carioca da Lapa.
Desde sua criação, já apresentava características de hemocentro, já que distribuía sangue para os hospitais de emergência. Doze anos depois, em 1956, com a criação de um serviço de Hematologia ligado ao banco de sangue, originou-se o Instituto de Hematologia, que mais tarde recebeu o nome do médico Arthur de Siqueira Cavalcanti.
No governo Carlos Lacerda, ainda no antigo Estado da Guanabara, foi projetada a construção de um novo prédio em um terreno ao lado do hospital Souza Aguiar. As obras foram iniciadas em março de 1964. A conclusão da obra de tal porte daria ao Rio de Janeiro a prioridade de possuir um estabelecimento que representaria o que de mais moderno existia na especialidade, constituindo um excelente centro de pesquisas e de formação de técnicos possibilitando o incremento da coleta de sangue, a estocagem e o preparo do plasma e derivados, para que pudesse atender a demanda cada vez maior. Em 29 de setembro de 1969, era inaugurado, na Rua Frei Caneca, a atual sede do que viria a se chamar, dezessete anos depois, o "HEMORIO", já no atual Estado do Rio de Janeiro.
Abastecendo com sangue inúmeras unidades de saúde da Região Metropolitana do Rio de Janeiro, recebe uma média de 350 doadores voluntários de sangue por dia. Além disso, possui um serviço de Hematologia, com mais de 10 mil pacientes ativos, que realizam tratamentos de doenças hematológicas.
A excelência de seus trabalhos foi comprovada com diversos prêmios de qualidade pelo Estado e Governo Federal. Em 2004, o HEMORIO foi o grande vencedor do Prêmio Qualidade Rio, com a inédita medalha de ouro concedida a uma instituição pública.
O trabalho desenvolvido no HEMORIO - reconhecido internacionalmente pela Associação Americana de Bancos de Sangue (AABB) e pela Joint Commission International - e a concretização de vários projetos demonstram o crescimento institucional.